# がん免疫療法

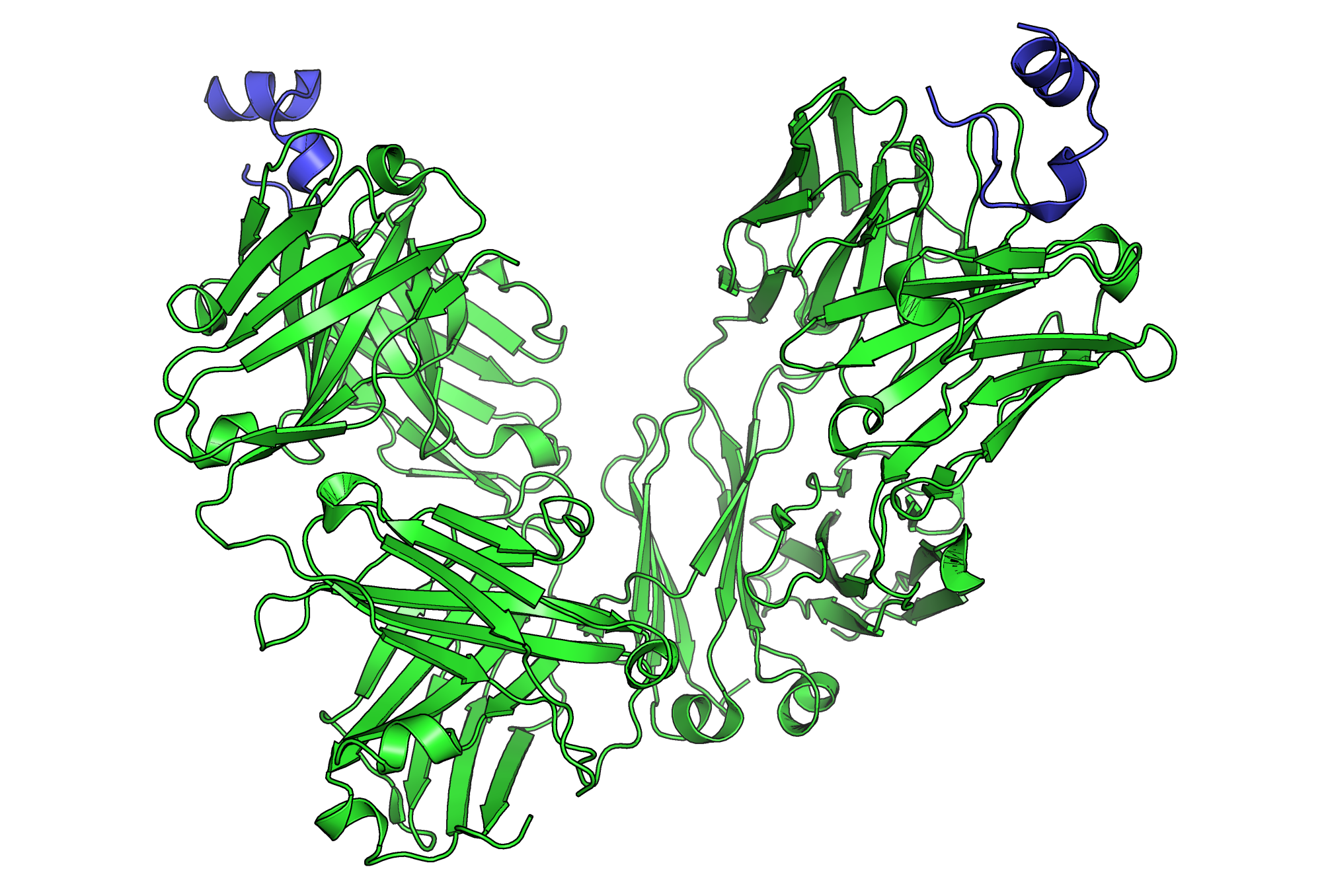
リツキシマブのFabと結合したCD20ペプチドエピトープ

がん免疫療法（がんめんえきりょうほう、cancer immunotherapy、immuno-oncology）とは、免疫機構の非特異的免疫機構（自然的免疫系、Innate immunity）の獲得免疫系に作用をもたらして、異物排除や免疫記憶のより高次の特異的応答を誘導させることにより、治療する方法をいい、がんの「第4の治療法」と呼ばれる。
がんの治療法には、がんそのものを標的とした治療法である「外科手術」、「放射線治療」、抗がん剤などの「薬物療法」があるが、免疫療法は体内の免疫システムを標的に、その働きを強化・サポートすることでがんを攻撃する治療法であり、免疫自体を強化することを狙った樹状細胞ワクチン療法などの「免疫強化療法」と活性化しすぎた免疫を制御する免疫チェックポイント機能を解除し、免疫細胞が再びがんを攻撃できるようにすることを狙ったニボルマブなどの免疫チェックポイント阻害剤と呼ばれる免疫療法である「免疫抑制解除療法」とに大きく2つに分けられる。
広い意味での健康食品の摂取（漢方薬など）から、モノクローナル抗体やサイトカイン（免疫担当細胞の情報物質）の投与、細胞の移入療法、免疫強化療法など多岐にわたる方法が研究の対象となる。
また、近年、腸内細菌ががんの免疫療法に大きく影響することが判明。ある特定の腸内細菌が免疫反応に影響を及ぼすのではなく、より多くの種類の腸内細菌を保有していることが、免疫反応に大きく関わると考えられ、がん免疫チェックポイント阻害剤の効果が大きい患者は腸内細菌の種類と食物繊維の摂取が多いことや、地中海食と呼ばれる食事の摂取割合（地中海食スコア）と免疫チェックポイント阻害薬との奏効率に相関関係があることなどが判明している。

## がん免疫療法の分類
免疫療法は次の様に分類される。これらはがん細胞がしばしば通常とはわずかに異なる分子を表面に発現しており、免疫系にそれを認識させる事で攻撃対象となる様に誘導している。これらの分子はがん抗原として知られ、多くの場合は蛋白質であるが、多糖類である場合もある。免疫療法では免疫系を刺激してこれらを標的とし、腫瘍細胞を攻撃させる。
A 間接的か直接的か
- 患者本人の免疫システムの活性化

1. がんワクチン
2. 免疫チェックポイント阻害
3. サイトカイン

- 体外から免疫物質を注射

1. 抗体
2. 養子免疫療法

B 治療方法による分類
- 細胞免疫療法（ワクチン療法）
- サイトカイン療法

インターロイキン2やインターフェロンといったサイトカインが薬剤として使用され、腎臓がんやメラノーマには保険が適用されている。
- 生体応答調節療法（Biological Response Modifiers：BRM）
- 抗体療法
- 遺伝子治療

これらの内、抗体療法は最も進展しており、多種多様な癌腫が治療対象となる。抗体は免疫系が作り出す蛋白質であり、細胞表面の標的抗原に結合する。通常の生理機能としては、免疫系は病原体と戦うためにある。それぞれの抗体は1つまたは数種類の抗原と結合する。これらの内、がん抗原と結合するものががん抗体として用いられる。
なお、生体応答調節療法の一つとして有名なものに丸山ワクチン（BRM、生物学的反応修飾剤）がある。現在、厚生労働省に手続きのうえ治験薬として使用されているが、これも免疫療法の一つである。
細胞表面受容体は抗体療法の標的として最も一般的であり、代表的なものにCD20、CD274、CD279等がある。抗原に結合した抗体は、抗体依存性細胞傷害を誘導し、補体系を活性化し、あるいはリガンドが受容体に結合することを妨げて、最終的に細胞死をもたらす。アレムツズマブ、イピリムマブ、ニボルマブ、オファツムマブ、リツキシマブなど、複数の抗体ががん治療に用いられている。
細胞免疫療法はがんワクチンとも呼ばれ、血中または腫瘍から免疫細胞を取り出す処から始まる。腫瘍に特異的に応答する免疫細胞が活性化され、培養されて患者の体内に戻されて、がん組織を攻撃する。細胞の種類としては、ナチュラルキラー細胞、リンフォカイン活性化キラー細胞、細胞傷害性T細胞、樹状細胞が用いられる。商品化された唯一のものは前立腺癌に対するSipuleucel-Tである。
サイトカインの例として、免疫系を制御し協業するインターロイキン-2およびインターフェロン-αがある。インターフェロン-αは有毛細胞白血病、AIDS関連カポジ肉腫、濾胞性リンパ腫、慢性骨髄性白血病、悪性黒色腫の治療に使われる。インターロイキン-2は悪性黒色腫や腎細胞癌の治療に用いられる。

## 開発の経緯
がん免疫療法は腫瘍学および免疫学の発展に伴って開発されてきた。免疫学は1796年にエドワード・ジェンナーが天然痘を予防するために牛痘で免疫化した事から始まる。19世紀の終わりにエミール・アドルフ・フォン・ベーリングと北里柴三郎がジフテリア毒素を投与された動物で血清中に抗毒素が産生されていることを発見した。パウル・エールリヒの研究がもたらした「魔法の弾丸」という考え方の下、病原体に対する特定の抗体が研究され始めた。治療に用いる純粋なモノクローナル抗体は1975年にジョルジュ・J・F・ケーラーとセーサル・ミルスタインが開発したハイブリドーマ法により作成することが可能となった。米国で1997年（日本では2001年）、最初の癌治療モノクローナル抗体であるリツキシマブが米国FDAで濾胞性リンパ腫の治療薬として承認された。それ以降、10を超える抗体が承認されている。アレムツズマブ（米国2001年、日本2014年）、オファツムマブ（米国2009年、日本2013年）、イピリムマブ（米国2011年、日本2015年）等である。
がんワクチンはモノクローナル抗体より遅くに開発された。最初の細胞免疫療法剤（がんワクチン）Sipuleucel-Tは米国で2010年に前立腺癌治療薬として承認された。

## 細胞免疫療法

### 樹状細胞療法

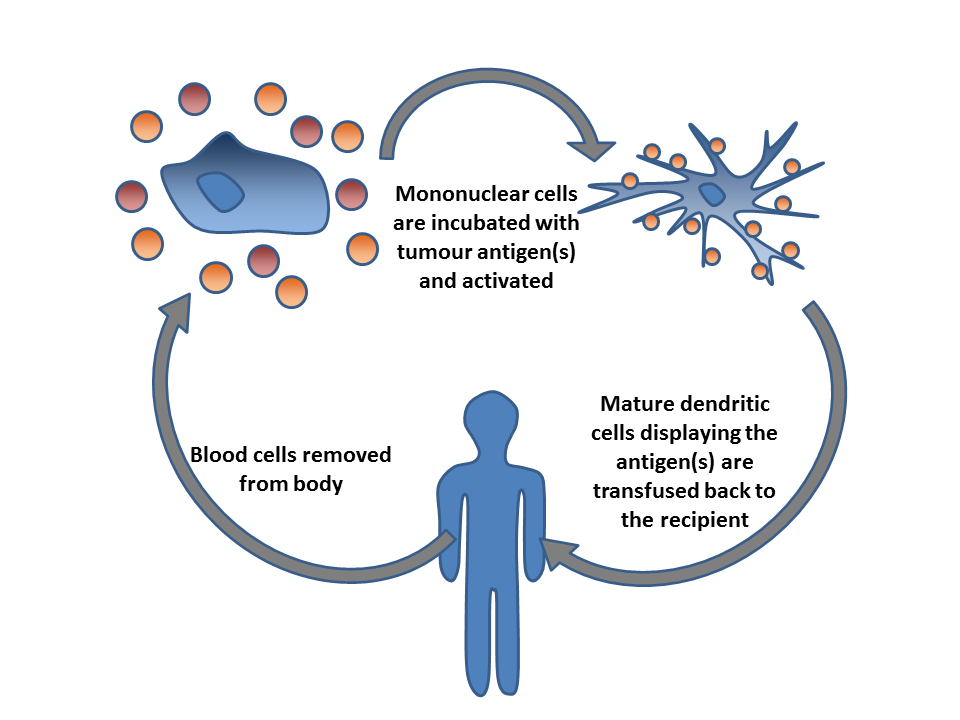
がん患者から血液細胞を身体から取り出し、腫瘍抗原を入れて培養して活性化させる。成熟した樹状細胞をがん患者本人に戻すと、免疫反応が惹起される。

樹状細胞療法では、樹状細胞を腫瘍抗原に触れさせて抗腫瘍反応を刺激する。樹状細胞はリンパ球に抗原を提示して活性化し、抗原を持つ細胞への殺効果を発揮させる。がん治療の場合は、がん抗原の認識を補助する。腫瘍が抗原と認識できる分子を発現していなければ有効性は得られないので、効果は限定的である。米国で唯一承認されている細胞免疫療法はSipuleucel-Tである。日本でも臨床研究が実施されている。
樹状細胞を誘導する方法の一つに、短いペプチド断片に切断した抗原を用いた活性化がある。ペプチド断片のみでは充分な誘導効果が得られないので、アジュバント（高免疫原性物質）を併せて使用する。これは強い免疫反応を惹起し、時に免疫系が強固な抗腫瘍活性を持つ事がある。樹状細胞を誘引し活性化する物質の例として他にGM-CSFがある。樹状細胞はGM-CSFを発現している腫瘍に対して体内（in vivo ）で活性化する。これは遺伝子操作で腫瘍細胞がGM-CSFを作る様に加工したり、GM-CSFを産生する特性を持った腫瘍溶解性ウイルスに感染させるなどの手段により達成される。
もう一つの方法は、樹状細胞を体外（ex vivo ）に取り出すものである。樹状細胞は腫瘍特異的なペプチド/蛋白質、あるいは未精製の腫瘍細胞融解物で活性化される。活性化された樹状細胞は体内に戻されて、腫瘍に対する免疫系を賦活化させる。体外で獲得した抗腫瘍活性を増幅するために、しばしばアジュバントが全身投与される。より新しい樹状細胞療法では、樹状細胞の表面にある受容体に結合する抗体が用いられる。抗体に抗原物質を加えると樹状細胞を成熟させることができる。この方法で用いられる樹状細胞受容体には、TLR3、TLR7、TLR8、CD40等がある。

#### Sipuleucel-T
Sipuleucel-Tは最初に承認されたがんワクチンであり、非症候性または症状の少ない転移性去勢抵抗性前立腺癌について2010年に米国で承認された。 白血球除去療法で抗原提示細胞を取り出し、GM-CSFと前立腺酸ホスファターゼ（PAP）に由来する融合蛋白質PA2024と共に培養し、患者に注射する。PAPは前立腺特異的な蛋白質であるので、前立腺に対する免疫反応が惹起される。

## 抗体療法

数多くの抗体が工学的に作成できる。

抗体は後天免疫の要となり、外来抗原の認識および免疫応答の促進の両方で中心的な役割を担う物質である。“免疫療法”と呼ばれる多くの方法が抗体を用いている。モノクローナル抗体が開発されて、通常腫瘍細胞表面に発現していない蛋白質をも標的とすることができる様になった。

### モノクローナル抗体の種類
がん治療に用いられるモノクローナル抗体には2種類がある。
- 加工しない裸のモノクローナル抗体。多くのモノクローナル抗体はそのままの形で用いられる。
- モノクローナル抗体と他の分子―細胞毒性を持つ物質や放射性物質―を結合させたもの。細胞毒には化学療法で用いられる化合物が多いが、他の毒物を用いる場合もある。抗体が腫瘍細胞表面のがん特異性物質に結合するので、腫瘍に直接毒物を送達することができる。放射性物質を結合させた抗体は、放射標識に用いる事もある。化学療法剤または毒物を結合させた抗体はそれぞれ、ケモラベル化抗体、免疫毒素複合体と呼ぶ[14]。

抗体にはマウス抗体、キメラ抗体、ヒト化抗体、完全ヒト抗体の4種類がある。マウス抗体は最初に開発されたが、非ヒト科動物に由来する抗体であるのでそれ自身が免疫の標的となった。キメラ抗体はマウス抗体の免疫原性を減弱したものであり、マウス抗体の定常領域をヒト抗体に置き換えたものである。ヒト化抗体はそのほとんどがヒトに由来する抗体で、可変領域の相補性決定領域のみがマウス由来となっている。完全ヒト抗体は100%ヒトの遺伝子から作られた抗体である。

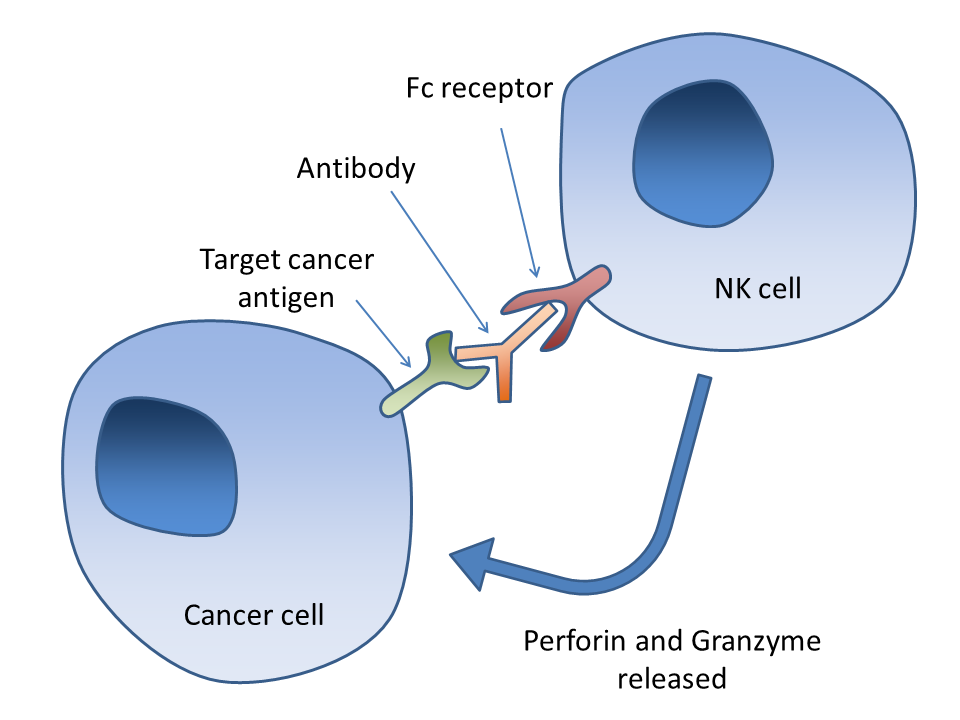
抗体依存性細胞傷害の模式図。ナチュラルキラー細胞（NK細胞）のFc受容体が腫瘍細胞と結合した抗体のFc領域と相互作用すると、NK細胞はパーフォリンとグランザイムを放出し、腫瘍細胞のアポトーシスを促す。

### 細胞死の機序

#### 抗体依存性細胞傷害 (ADCC)
抗体依存性細胞傷害（ADCC）とは、標的細胞表面への抗体の結合を介する免疫の攻撃システムである。抗体は結合領域（Fab）とFc領域からなり、免疫細胞はFc受容体で認識される。Fc受容体はナチュラルキラー細胞（NK細胞）を含む多くの免疫細胞で見られる。NK細胞が抗体が結合した細胞を見付けると、抗体のFc領域とNK細胞のFc受容体が相互作用し、パーフォリンやグランザイムBが放出され、腫瘍細胞死（アポトーシス）を誘導する。この種の抗体には、リツキシマブ、オファツムマブ、アレムツズマブなどがある。開発中の第三世代の抗体は特定のタイプのFc受容体（FcγRIIIA）に特に親和性が高く設計されている。FcγRIIIAは強烈なADCC誘発性を持っている。

#### 補体系
補体系は表面に抗体が結合した細胞に細胞死を引き起こす蛋白質を含む。これは古典的補体活性化経路と呼ばれ、補体系の作用の一つである。一般的にこのシステムは外来病原体に対処するが、がんにおいては治療抗体で活性化することができる。キメラ抗体でも、ヒト化抗体でも、完全ヒト抗体でも、IgG1Fc領域を持っていれば有効である。補体は抗体が腫瘍細胞表面に結合した時に、補体依存性細胞毒である細胞膜傷害複合体を形成して細胞膜に穴を開け、抗体依存性細胞傷害を増幅し、CR3依存性細胞毒性を増強して腫瘍細胞死をもたらす。

### 免疫チェックポイント阻害
免疫チェックポイント阻害とは免疫の抑制チェックポイントを塞いでしまう方法である。 免疫チェックポイントは、免疫機能を賦活したり抑制したりするシステムで、がんのチェックポイントを阻害すると免疫系の抑制を解く事ができる。細胞膜貫通型のプログラム細胞死1蛋白質（PDC1、PD-1、CD279）とそのリガンドであるPD-1リガンド1（PD-L1、CD274）の相互作用はがん治療の対象として盛んに研究されている。正常な生理的条件では、細胞表面のPD-L1は免疫細胞のPD1と結合し、免疫細胞活性を抑制している。がん細胞表面ではPD-L1が増えており、さもなくば攻撃して来るであろうT細胞を抑制する事で免疫系を回避している。PD-1またはPD-L1に抗体が結合すると、両者の相互作用が阻害されるのでT細胞が攻撃を開始する。ニボルマブと呼ばれるIgG4 PD1抗体を用いた最初の臨床試験が2010年に公表され、日米で2014年に、欧州で2015年に承認された。ペムブロリズマブもまた2014年に米国で承認された。
CTLA-4もまた免疫チェックポイントの一つである。CTLA-4は細胞傷害性T細胞（CTL）に抗原を提示する樹状細胞に認識され、CTLに対して阻害シグナルを提示する。このCTLA-4を阻害する事で、細胞傷害作用を停止できずに腫瘍細胞は破壊される。CTLA-4に対する最初のモノクローナル抗体はイピリムマブであり、2011年に欧米で、2015年に日本で承認された。

## サイトカイン療法
サイトカインは腫瘍に存在する種々の細胞で産生される多彩な蛋白質の一群であり、免疫反応を制御できる。腫瘍細胞はしばしばサイトカインを操り、腫瘍を成長させ、免疫応答を欺く。これらの免疫制御効果を逆用して、免疫を刺激する事もできる。最も頻繁に使われるサイトカインはインターフェロンとインターロイキンである。

### インターフェロン
インターフェロンは免疫系が産生するサイトカインであり、通常抗ウイルス作用を賦活化するが、がんに対しても用いられる。I型（IFNα、IFNβ）、II型（IFNγ）、III型（IFNλ）の3種類に分類される。IFNαは米国では有毛細胞白血病、AIDS関連カポジ肉腫、濾胞性リンパ腫、慢性骨髄性白血病、悪性黒色腫について承認されている。I型およびII型IFNは幅広く研究されており、何方も抗腫瘍免疫機能を誘導するが、臨床効果はI型でのみ見られる。IFNλは実験動物モデルでの抗腫瘍効果が見られている。

### インターロイキン
インターロイキンインターロイキンは免疫系の効果に関する物質の一群である。インターロイキン-2は悪性黒色腫や腎細胞癌の治療に用いられる。正常な生理条件下では、エフェクターT細胞と制御性T細胞の両方を活性化させるが、がん治療における役割は判明していない。

## ポリサッカリドK
日本の厚生労働省は1980年代にカワラタケ（Coriolus Versicolor ）抽出物であるクレスチン（ポリサッカリドK）を、化学療法実施中の患者の免疫増強の目的で承認した。米国や他の行政機関は、サプリメントとして承認している
。

## 研究中の手法

### 養子免疫療法

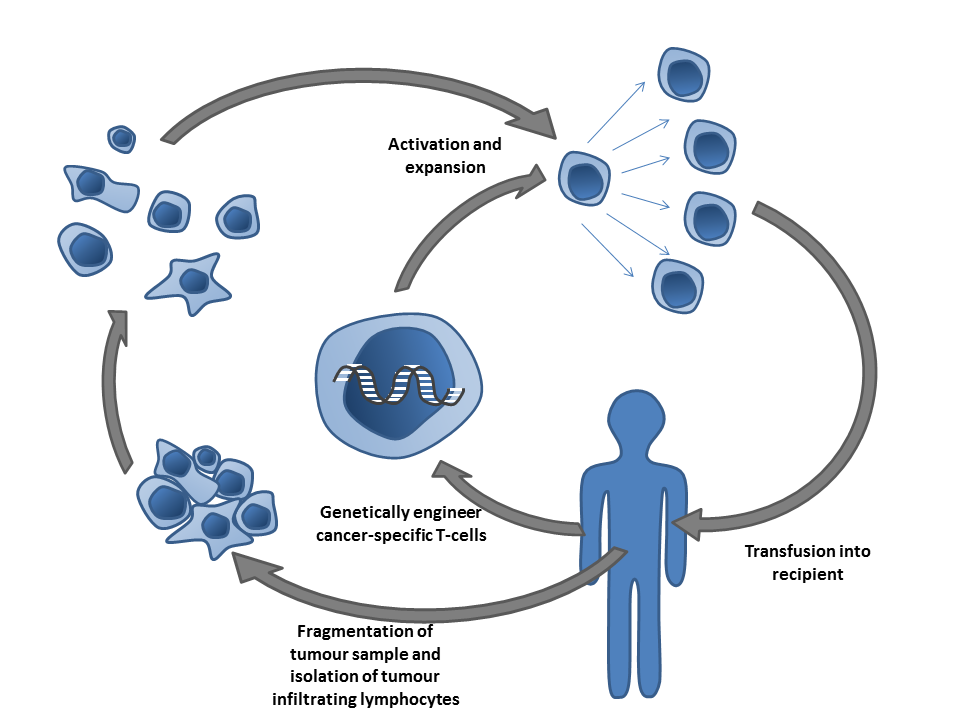
がん特異性T細胞は、腫瘍浸潤T細胞の単離または末梢血T細胞への遺伝子工学的操作により得られる。得られたT細胞は活性化された後、再び患者本人に移植される。

養子免疫療法とは、T細胞移植による受動免疫法である。T細胞は血液中および組織中に分布し、病原体が体内に侵入した際に活性化される。特に、表面抗原に抗原断片を提示した細胞にT細胞表面の受容体が接触した場合に高活性化される。それは感染した細胞である場合もあり、抗原提示細胞（APCs）と呼ばれる特殊な免疫細胞である場合もある。通常の組織に存在するほか、腫瘍組織中にも腫瘍浸潤リンパ球（TILs）として腫瘍内部にも存在する。これらは腫瘍抗原を提示する樹状細胞などのAPCsの存在下で活性化される。T細胞は腫瘍を攻撃する能力を持っているが、腫瘍中の環境が極度に免疫抑制的であるので、免疫の攻撃による腫瘍細胞死が防がれている。
腫瘍を標的とするT細胞を産生する方法がいくつか発見されている。腫瘍抗原特異的なT細胞（TILs）を腫瘍組織の中から取り出し、または血液濾過で採取し、活性化と培養を体外 (ex vivo)で実施し、患者に再移植する。体外に取り出した細胞を再び体内に戻すので、養子免疫療法と呼ばれる。T細胞の活性化は遺伝子治療の手法で実施できる。あるいは、T細胞を腫瘍抗原に暴露する方法もある。研究は進んではいるが、治療法として認可された方法はない。
2015年時点で、養子免疫療法の臨床試験が何本か進行中である。2013年12月には、初期の臨床研究で数名の患者で白血病の完全寛解が得られたと発表された。
そのほか、ハプロタイプが一致した健康なドナーからγδT細胞またはNK細胞の移植を受ける方法もある。この手法の主な長所は、GVHDを起こさないことにある。この手法の短所は、移植細胞が期待通りに機能しないことが多い事である。

### 抗CD47抗体
抗CD47抗体は、腫瘍細胞が宿主の免疫系に攻撃しない様に指示を出すCD47蛋白質を阻害する抗体である。CD47は様々ながん細胞株やマウスでも見られ、がん細胞のみならず正常細胞でも見られる。CD47が阻害されていると、がん細胞がマクロファージに呑み込まれた後、宿主免疫系のCD8+ T細胞が腫瘍組織に集まって来て、マクロファージに続いて腫瘍組織を攻撃する。

### 抗GD2抗体

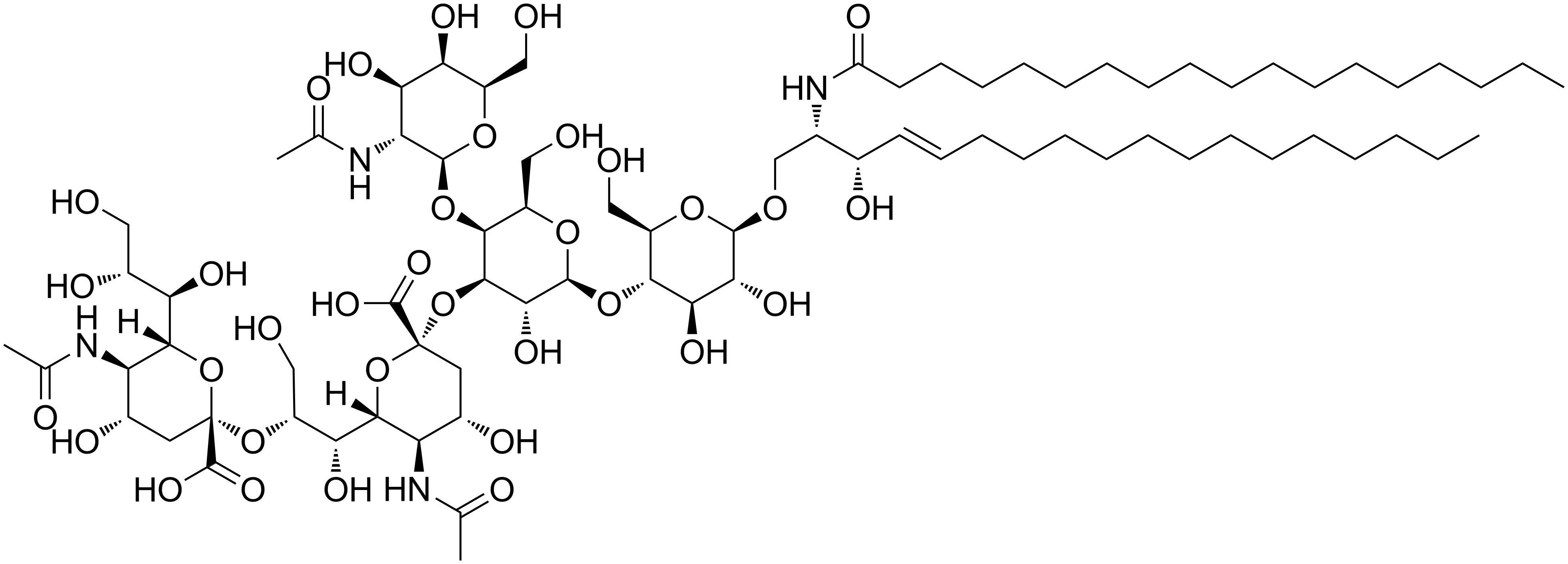
GD2ガングリオシド

細胞表面の多糖類抗原は、免疫療法の標的と成り得る。GD2は多くの癌種の細胞表面で見られるガングリオシドで、神経芽細胞腫、網膜芽細胞腫、悪性黒色腫、小細胞肺癌、脳腫瘍、骨肉腫、横紋筋肉腫、ユーイング肉腫、脂肪肉腫、線維肉腫、平滑筋肉腫、その他の軟部肉腫から見付かっている。正常細胞の表面には存在しないので、免疫療法の良い標的となる。2014年時点で、第I相臨床試験、第II相臨床試験、第III相臨床試験が実施されていた。

### 多糖類
薬用茸からは多糖類を始めとする免疫賦活作用を有し抗がん作用を持ち得る化合物がいくつか見付かっている。例えば、レンチナンなどのβ-グルカンは実験ではマクロファージ、NK細胞、T細胞、免疫系サイトカインを賦活し、免疫賦活剤としての臨床試験も実施されている。

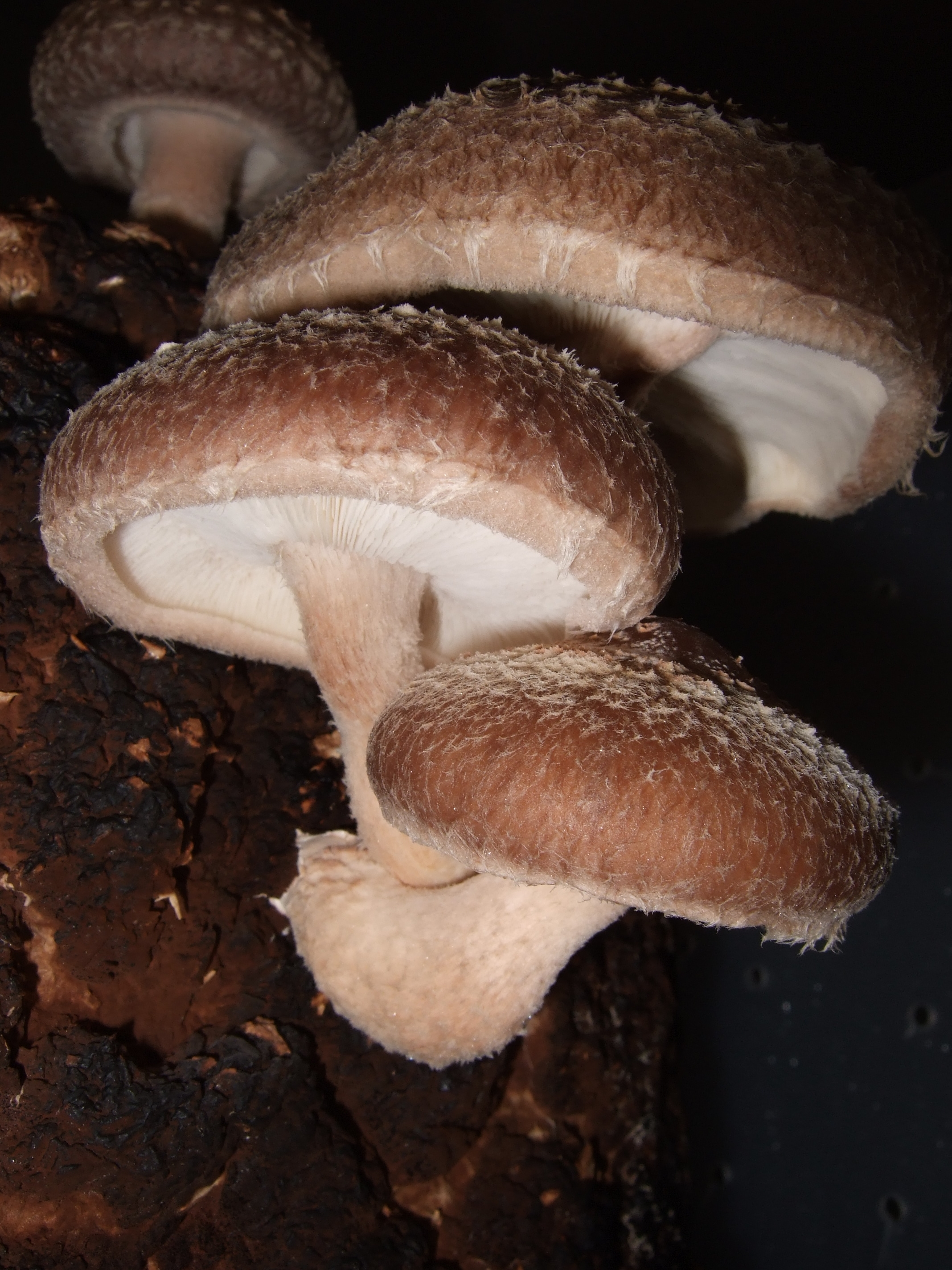
シイタケ（Lentinula edodes ）

アガリクス（Agaricus subrufescens、しばしばAgaricus blazei と誤称される）、メシマコブ（Phellinus linteus ）、シイタケ（Lentinula edodes ）、マイタケ（Grifola frondosa ）、ヤマブシタケ（Hericium erinaceus ）は、β-グルカンを産生する茸として知られており、抗がん剤としての可能性が試験されている。

### 新生抗原
腫瘍細胞の多くは遺伝子が変異している。これらの変異から読み出された蛋白質はT細胞免疫療法の標的と成り得る新たな抗原（新生抗原）となる可能性がある。がん障害性のCD8+ T細胞はRNA配列を読み出しており、重変異の腫瘍でより多い。MK細胞およびT細胞の細胞傷害作用に伴うRNA読み出し量は多くのヒト腫瘍において増加している。ランブロリズマブで治療した非小細胞肺癌では、変異RNAの読み出し量は治療成績と密接に関係していた。イピリムマブで治療した悪性黒色腫患者では、長期投与の有効性が変異RNA読み出し量に相関していたが、著しいものではなかった。主要組織適合複合体（MHC）結合新生抗原で患者の長期的臨床利益を予測する試みが様々なテトラペプチドを用いて実施されたが、がん患者への有用性は全くまたはほとんど見い出せなかった。しかし、他の研究でヒト新生抗原はT細胞の免疫応答のバイオマーカーとして使用できるとも考えられている。

## マスメディアの動き
米国では2010年にSipuleucel-Tが承認され、続いて2011年にイピリムマブが承認されると、マスメディアががん免疫療法を取り上げるようになった。

## 注意点
免疫療法は癌の代替療法として広く知られているが、免疫療法の“療法”とは、特に医師ライセンスを持っていなくても行う事ができる、いわゆる民間療法の場合がある。その実態はさまざまであり、中には無治療と同等のものが存在する。また、がんを対象にした細胞療法など医療機関が行う治療ではあるが、1クールで自由診療では数百万円になる場合もあり、患者に対してかなりの高額請求をするクリニックも存在する。抗体やサイトカイン等、医薬品として製造承認されたものを除き、多くの場合、免疫療法は現在科学的エビデンスが十分に検証されていない状態にある。